# Цилнии
Цилниите (gens Cilnia) са фамилия от Древен Рим. Фамилията произлиза от етруския град Арециум.
Известни от фамилията:
- Гай Цилний Меценат, римски конник, играе важна роля в потушаването на заговора на Марк Ливий Друз през 91 пр.н.е.; дядо или баща на Гай Цилний Меценат.[2]
- Гай Цилний Меценат (70 пр.н.е. – 8 пр.н.е.), политик, дипломат, меценат и патрон на поетите[3][4]; доверен приятел и политически съветник на император Октавиан Август.[1]
- Гай Цилний Петин, претор и легат по времето на император Тиберий.[5]
- Гай Цилний Прокул, суфектконсул през 87 г., баща на Гай Цилний Прокул (суфектконсул 100 г.).[6][7]
- Луций Цилний Секунд, командир на кохорта в помощни войски, разположена в Горна Мизия около 93 г.[8]
- Гай Цилний Прокул, суфектконсул през 100 г. и легат на Горна Мизия.[7][9]

### Цитирана литература

#### Класически автори
- Ливий, Тит. „История на Рим (фрагменти от изгубените книги)“ //  Книга 10.   Perseus Digital Library. (на английски)
- Цицерон, Марк Тулий. Pro Cluentio //   The Latin Library. (на латински)

#### Модерни автори
- Bradley, Pamela. The Ancient World Transformed.   Cambridge University Press, 2014. ISBN 978-1-107-78557-1. (на английски)
- Mountford, Peter. Maecenas.   Routledge, 2019. ISBN 978-0-429-02844-1. (на английски)
- Gallivan, Paul. The Classical Quarterly: The Fasti for A. D. 70 – 96. Т. 31.   Cambridge University Press, 1981. (на английски)
- Eck, Pangerl, Werner, Andreas. Eine Bürgerrechtskonstitution für zwei Veteranen des Kappadokischen Heeres.... Т. 150.   Zeitschrift für Papyrologie und Epigraphik, 2004. (на немски)